# Mormonia dulana
Mormonia dulana là một loài bướm đêm trong họ Noctuidae.